# Rozvadovice
Rozvadovice (německy Roswadowitz) je vesnice, část města Litovel v okrese Olomouc. Nachází se asi 3 km na jihovýchod od Litovle. Prochází zde silnice II/635. V roce 2012 zde bylo evidováno 72 adres. V roce 2001 zde trvale žilo 197 obyvatel.
Rozvadovice je také název katastrálního území o rozloze 3,03 km2.
V ranních hodinách 16. března 2020, v době, kdy se Česká republika potýkala s pandemií nemoci covid-19, rozhodli hygienici, s ohledem na prudký nárůst pacientů s tímto onemocněním, o uzavření měst Uničova a Litovle spolu s jejich okolím. Policie oblast střežila a neumožnila nikomu do oblasti vstoupit, ani ji opustit. Jednou z takto zasažených vesnic byly i Rozvadovice. Uzavření oblasti skončilo 30. března.

## Obyvatelstvo

### Struktura
Vývoj počtu obyvatel za celou obec i  za jeho jednotlivé části uvádí tabulka níže, ve které se zobrazuje i příslušnost jednotlivých částí k obci či následné odtržení. 
| Místní části   | Místní části     | 1869 | 1880 | 1890 | 1900 | 1910 | 1921 | 1930 | 1950 | 1961 | 1970 | 1980 | 1991 | 2001 | 2011 |
| -------------- | ---------------- | ---- | ---- | ---- | ---- | ---- | ---- | ---- | ---- | ---- | ---- | ---- | ---- | ---- | ---- |
| Počet obyvatel | část Rozvadovice | 259  | 272  | 281  | 277  | 301  | 308  | 275  | 226  | 241  | 223  | 219  | 202  | 197  | 215  |
| Počet domů     | část Rozvadovice | 44   | 47   | 50   | 50   | 51   | 57   | 61   | 61   | -    | 57   | 52   | 61   | 59   | 64   |

## Pamětihodnosti
- kostel Nejsvětější Trojice
- kamenný kříž u kostela z 19. století
- kamenný kříž na hřbitově z roku 1787
- litinový krucifix severně od obce[9]

## Další fotografie

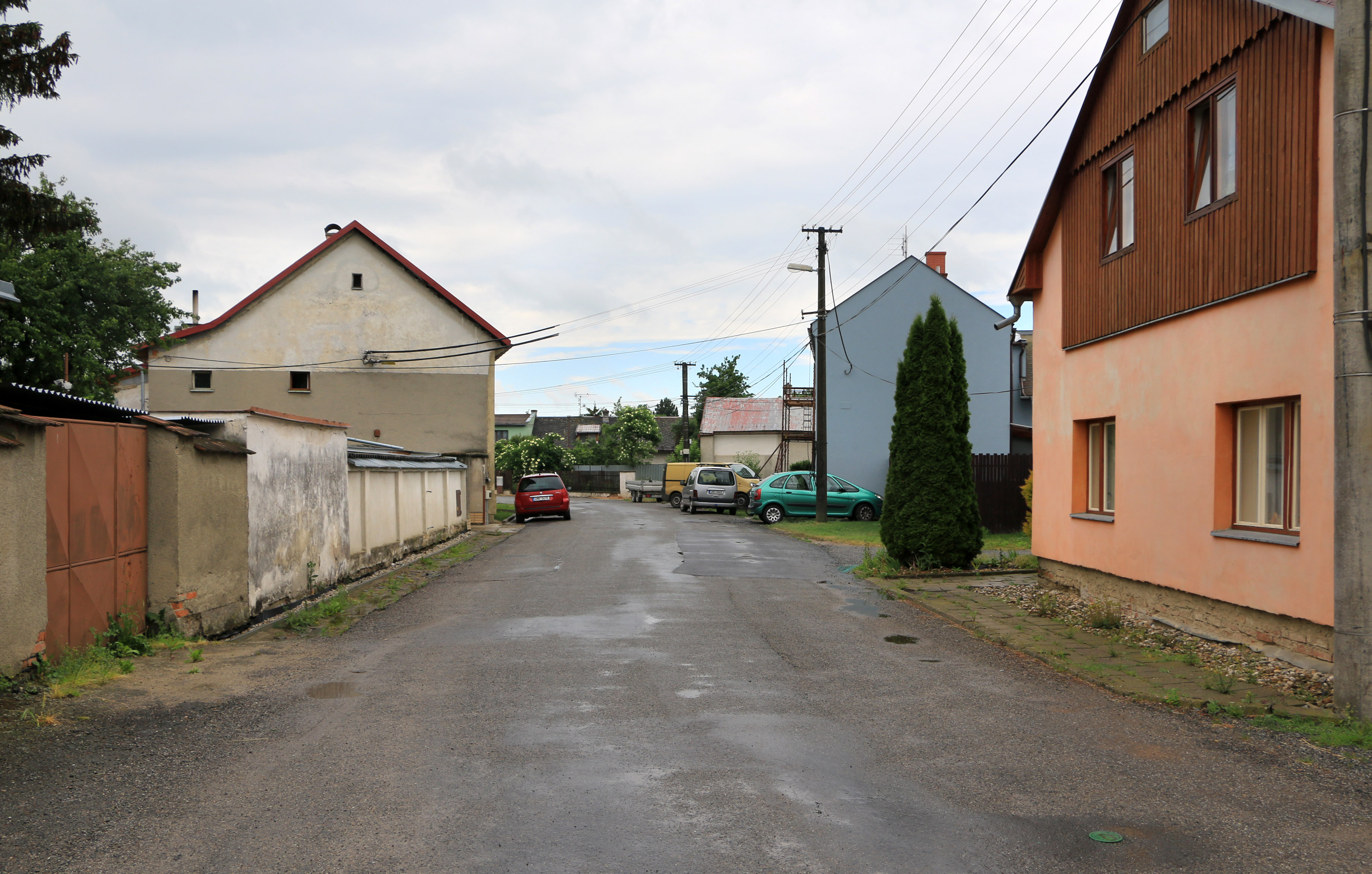
Hlavní silnice
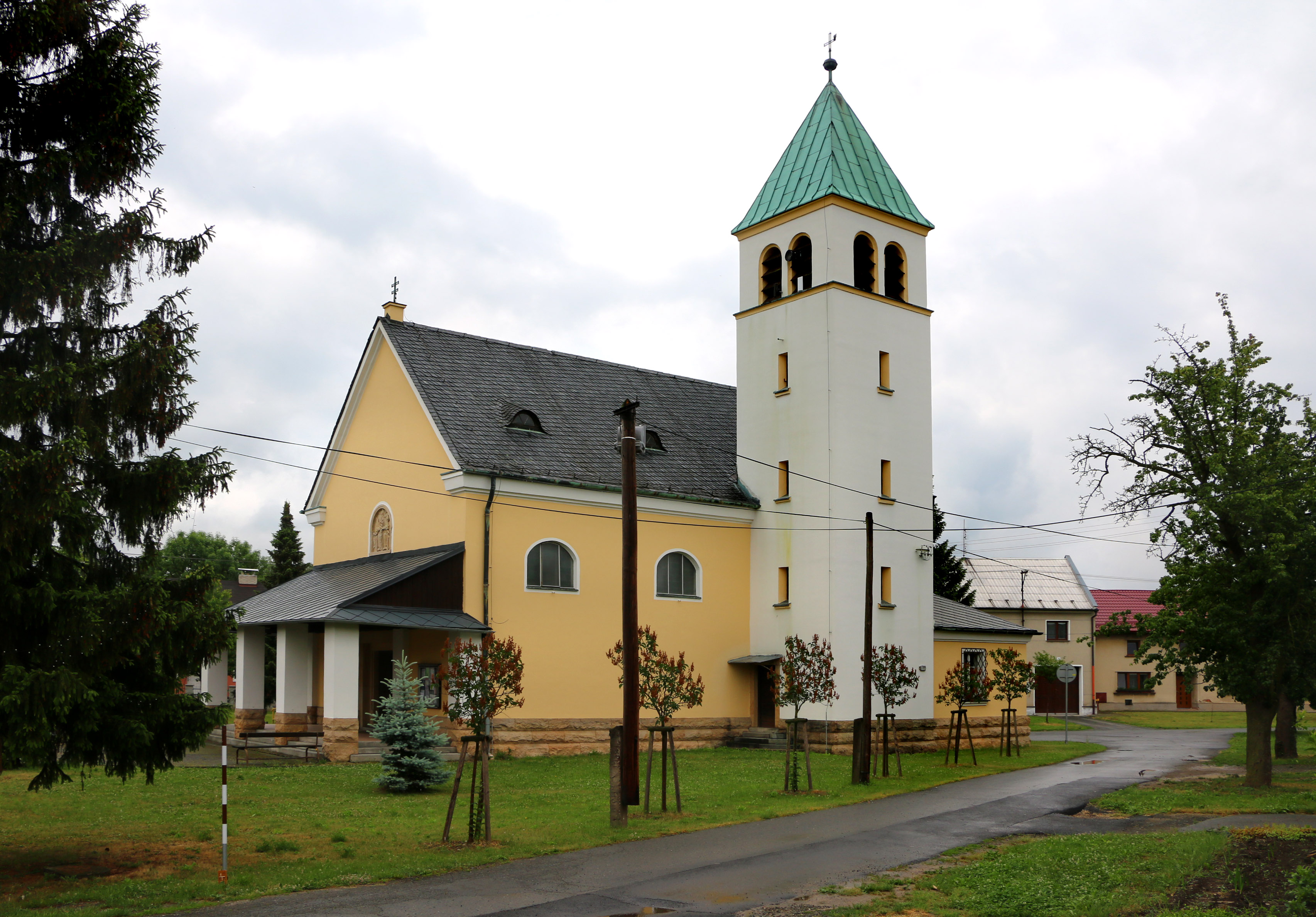
Kostel Nejsvětější trojice
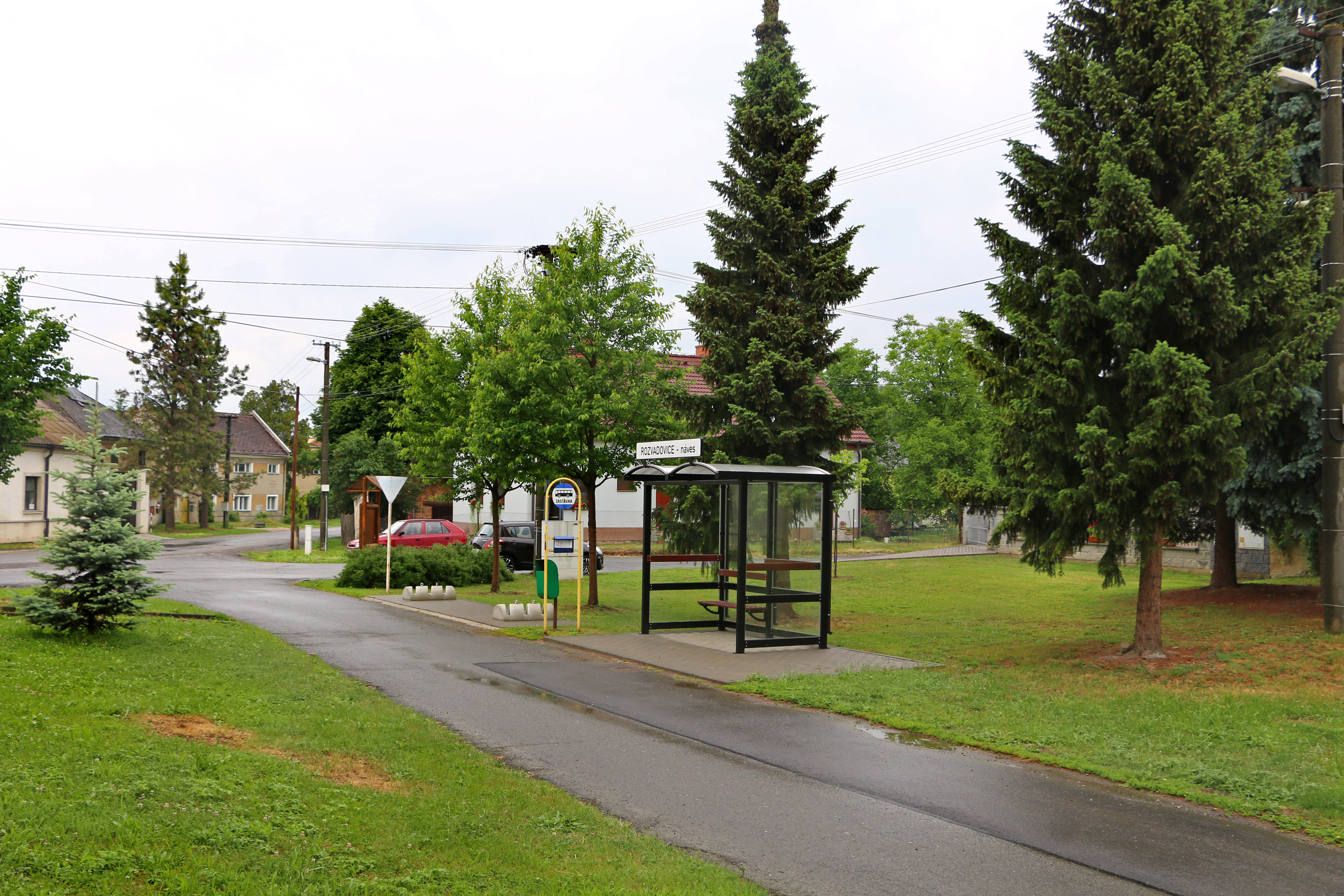
Náves se zastávkou
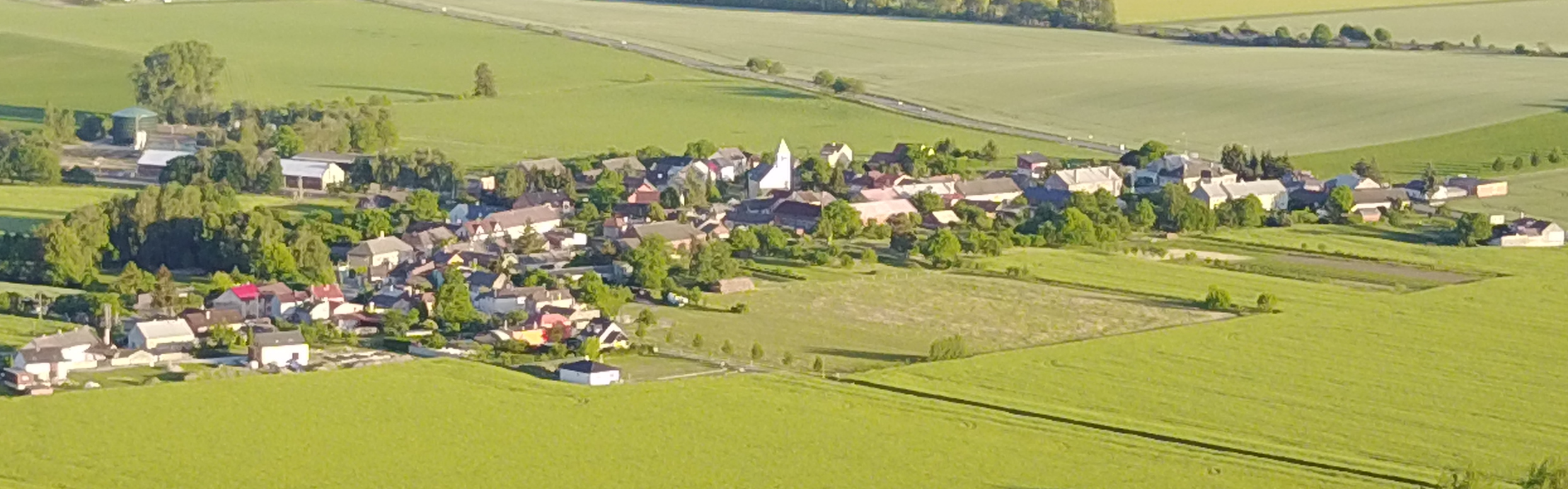
Letecký pohled